# Sighișoara
 Sighișoara (nemško Schäßburg, madžarsko Segesvár, latinsko Castrum Sex) je mesto ob reki Târnava Mare v okrožju Mureș v Romuniji, v zgodovinski regiji Transilvanija. Po popisu prebivalstva iz leta 2011 ima 28.102 prebivalcev. Je popularna turistična destinacija zaradi dobro ohranjenega srednjeveškega mestnega jedra, ki je vpisana tudi na Unescov seznam kulturne dediščine. 
K mestu spada še sedem vasi: Angofa, Aurel Vlaicu, Hetiur, Rora, Șoromiclea, Venchi in Viilor.

## Zgodovina
V 12. stoletju je madžarski kralj v Transilvanijo povabil nemške obrtnike in trgovce, znane kot transilvanski Sasi, da bi se naselili in branili mejo kraljestva. Kronist Krauss piše o saškem naselju, kjer je danes Sighișoara, že leta 1191. V listini iz leta 1280 je omenjeno mesto, zgrajeno, kjer je bila rimska utrdba Castrum Sex ali 'šestkraki tabor', kar se nanaša na utrdbo v obliki nepravilnega šesterokotnika. Druga imena so Schaäsburg (1282), Schespurg (1298) in Segusvar (1300). Leta 1337 je Sighișoara postala središče za kralje, ki so leta 1367 dodelili naselju naslov mesta kot Civitas de Segusvar.
Mesto je imelo nekaj stoletij pomembno strateško in trgovinsko vlogo na robovih srednje Evrope. Sighișoara je postala eno najpomembnejših mest Transilvanije, ki so jo obiskovali obrtniki iz celotnega svetega rimskega cesarstva. Nemški umetniki in obrtniki so prevladovali in gradili utrdbe, ki so ščitile mesto. Ocenjuje se, da je imela v 16. in 17. stoletju Sighisoara kar 15 cehov in 20 obrtnih vej. V mestu je živel baročni kipar Elias Nicolai. Vlaški vojvoda Vlad II. Drakul (oče Vlada III. Drakule), ki je v mestu živel v izgnanstvu, je v mestu koval kovance (sicer je bilo kovanje kovancev monopol madžarskih kraljev v Ogrski) in izdal prvi dokument, v katerem je omenjeno romunsko mesto Sighișoara. Romunsko ime je bilo prvič potrjeno leta 1435 in izhaja iz madžarskega Segesvárja, var pomeni 'utrdba'.
V mestu je bil leta 1631 Jurij I. Rákóczi izvoljen kot transilvanski princ in ogrski kralj. Sighișoaro so v 17. in 18. stoletju zasedli vojaki, ogrozil jo je požar, pa tudi kuga. Pomembni viri za zgodovino Transilvanije v 17. stoletju, za obdobje 1606–1666, so zapisi Georga Krausa, mestnega notarja [3].
Na bližnji planoti Albești je bila 31. julija 1849 bitka pri Segesvárju, kjer je revolucionarno ogrsko vojsko, ki jo je vodil Jožef Bem, premagala ruska vojska pod vodstvom Ludersa. Leta 1852 so zgradili spomenik ruskemu generalu Skariatinu, ki je umrl v bitki. Madžarski pesnik Sándor Petőfi je tudi padel v bitki. Leta 1897 so mu postavili spomenik v Albeștiju. Po prvi svetovni vojni je Sighișoara s Transilvanijo pripadla Kraljevini Romuniji.
Središče je zgledno ohranilo značilnosti majhnega srednjeveškega utrjenega mesta in je vpisano na seznam Unescove svetovne dediščine. Vsako leto julija je v stari citadeli srednjeveški festival.
Sighișoara ima najlepšo in dobro ohranjeno naseljeno citadelo v Evropi z izvirno srednjeveško arhitekturo in je eno redkih utrjenih mest, ki so še vedno naseljena. Mesto je sestavljeno iz dveh delov. Srednjeveška utrdba je bila zgrajena na vrhu hriba in je znana kot Citadela (Cetate). Spodnje mesto leži v dolini reke Târnava Mare.
Hiše v Citadeli kažejo glavne značilnosti obrtnega mesta, vendar pa je nekaj hiš, ki so pripadale nekdanjim patricijem, kot sta Beneška hiša ali Zelena hiša in Jelenova hiša.
V letih 2001 do 2003 so v bližini Sighișoare v naravnem rezervatu Breite začeli graditi tematski park Drakule, vendar je bila  gradnja ustavljena zaradi močnega nasprotovanja lokalnih skupin civilne družbe ter državnih in mednarodnih medijev ter politično vplivnih oseb. Park bi zmanjšal pomembnost srednjeveškega sloga mesta in uničil naravni rezervat.

## Demografija
Etnične skupine v mestu so:
- Romuni (75 %),
- Madžari (17,6 %),
- Romi (5,3 %),
- Nemci (1,5 %).

## Znamenitosti
Sighișoara je priljubljen turistični cilj z dobro ohranjenim obzidanim starim mestnim jedrom, ki ga tudi Unesco uvršča na seznam svetovne dediščine. Glavne znamenitosti so gotovo stolpi.

### Zgodovinski center Sighișoare
Zgodovinski center Sighișoare (Sighișoara Citadel) je staro zgodovinsko središče mesta, ki so ga v 12. stoletju zgradili saški kolonisti pod latinskim imenom Castrum Sex. Je naseljena srednjeveška utrdba, 850 let star dokaz o zgodovini in kulturi transilvanskih Sasov.
V rojstnem kraju Vlada III. Drakule (romunsko Vlad Țepeș) je vsako leto srednjeveški festival, na katerem se umetnost in obrt združujeta z rok glasbo in odrskimi igrami. Mesto je zgornja meja Saške. Kot Sibiu (Hermannstadt) in Brașov (Kronstadt) je v Sighișoari prelepa arhitektura, značilna za srednjeveško Nemčijo. Tudi v komunizmu je bilo to nemško območje ohranjeno in še vedno je vidna prvotna arhitektura.

### Stolpi
Po antičnih vojaških arhitekturnih spisih so obrambni stolpi morali biti trdnjavski sistem za skupno obrambo, hkrati pa naj bi bil vsak stolp neodvisna trdnjava: razmik ob dnu stolpov ni bil zaradi vstopa v mesto, zavzetje stolpa ni bil pogoj za osvojitev mesta. Večina stolpov je bila votla in opremljena z dvigali in podzemnimi galerijami.
- Stolpna ura (Turnul cu Ceas), znamenitost mesta je stolp, visok 64 m, zgrajen v 13. stoletju. Danes je v njem muzej zgodovine.
- Kovinarski stolp (Turnul Cositorarilor)
- Mesarski stolp (Turnul Măcelarilor)
- Čevljarski stolp (Turnul Cizmarilor)
- Krojaški stolp (Turnul Croitorilor)
- Krznarski stolp (Turnul Cojocarilor)
- Kovaški stolp (Turnul Fierarilor)
- Vrvarski stolp (Turnul Frânghierilor)
- Strojarski stolp (Turnul Tăbăcarilor)

### Cerkve
- Cerkev na griču (Biserica din Deal) je nedvomno eden najvrednejših arhitekturnih spomenikov v mestu in je bila ena najlepših stavb gotskih  romunskih mest;
- samostanska dominikanska cerkev (Biserica Mânăstirii Dominicane) je gotski arhitekturni spomenik v bližini Stolpne ure in je bila zgrajena v začetku 13. stoletja. To je edina cerkev brez zvona: Sasi so bili skopuški in so menili, da je bil za mesto dovolj zvon cerkve na griču;
- cerkev svetega Jožefa;
- cerkev gobavcev (Biserica Leproșilor) je bila zgrajena v 15.stoletju. Leta 1502 je bilo v njeni bližini zatočišče za obolele za gobavostjo. Ker bolniki niso smeli v cerkev, so na zahodni strani blizu vhoda zgradili prižnico, s katere je duhovnik pridigal zanje, od tod ime cerkve;
- cerkev svete Trojice (Biserica Sfânta Treime din Sighișoara).

### Posvetna arhitektura
Večina 164 hiš v starem mestu je stara vsaj 300 let in veljajo za zgodovinske spomenike: na Mestnem trgu s pravokotnim tlorisom so živele plemiške družine, čeprav je bil večkrat spremenjen. Najlepše so hiše, ki so ohranile svojo prvotno obliko:
- Hiša na skali (Casa de pe stâncă),
- Hiša s skodlami (Evert) je posvečena obrtnikom za vzgojno-izobraževalni medetnični center za mladino,
- Beneška hiša ali Zelena hiša (Casa Venețiană),
- Hiša Vlada Drakule,
- Mestna hiša,
- hotelski kompleks v Sighișoari, zgrajen med letoma 1886 in 1889, je bil sedež mestne hiše,
- notranje leseno stopnišče ali Učenjakove stopnice,
- Šola na hribu (Școala din deal),
- Jelenova hiša (Casa cu Cerb),
- Trg Citadela (Piața Cetăți),
- Hiša združenja zlatarjev (La Perla),
- Hiša Josepha B. Teuscha (hotel).

## Pobratena mesta
Sighișoara je pobratena z mesti:
| - Dinkelsbühl, Nemčija - Kiskunfélegyháza, Madžarska - Baden, Švica - Blois, Francija | - Città di Castello, Italija - Zamość, Poljska - Lublin, Poljska |